# Lamont (Iowa)
Lamont é uma cidade localizada no estado americano de Iowa, no Condado de Buchanan.

## Demografia
Segundo o censo americano de 2000, a sua população era de 503 habitantes.
Em 2006, foi estimada uma população de 482, um decréscimo de 21 (-4.2%).

## Geografia
De acordo com o United States Census Bureau tem uma área de
1,6 km², dos quais 1,6 km² cobertos por terra e 0,0 km² cobertos por água.

## Localidades na vizinhança
O diagrama seguinte representa as localidades num raio de 16 km ao redor de Lamont.